# Tony Sharpe
Tony Sharpe (eigentlich Anthony Sharpe; * 28. Juni 1961 in Kingston) ist ein ehemaliger kanadischer Sprinter jamaikanischer Herkunft.
Bei den Commonwealth Games 1982 in Brisbane wurde er jeweils Sechster über 100 und 200 Meter. Als Startläufer in der 4-mal-100-Meter-Staffel gewann er zusammen mit Ben Johnson, Desai Williams und Mark McKoy die Silbermedaille.
1983 erreichte er bei den Weltmeisterschaften in Helsinki über 100 Meter das Halbfinale und wurde bei den Panamerikanischen Spielen in Caracas Sechster über 200 Meter.
Bei den Olympischen Spielen 1984 in Los Angeles wurde Sharpe an zweiter Position in der kanadischen 4-mal-100-Meter-Stafette eingesetzt. Gemeinsam mit Ben Johnson, Desai Williams und Sterling Hinds errang er die Bronzemedaille hinter den Mannschaften aus den Vereinigten Staaten und Jamaika. Über 100 Meter belegte er den achten Rang, während er über 200 Meter im Viertelfinale ausschied.
1982 wurde er Kanadischer Meister über 100 Meter und 1984 über 200 Meter.
Nach Ende seiner Karriere räumte Sharpe ein, zu seiner aktiven Zeit mit anabolen Steroiden gedopt zu haben.
Tony Sharpe ist 1,78 m groß und wog zu Wettkampfzeiten 73 kg. Er besuchte die Clemson University.

## Persönliche Bestzeiten
- 100 m: 10,19 s, 20. Juli 1982, Colorado Springs
- 200 m: 20,22 s, 20. Juli 1982, Colorado Springs